# Omar Sharif
Omar Sharif (på arabiska ‘Umar al-Šarīf عمر الشريف), egentligen Michel Demitri Chalhoub, född 10 april 1932 i Alexandria i Egypten, död 10 juli 2015 i Kairo, var en egyptisk skådespelare från en libanesisk katolsk familj. Sharif medverkade bland annat i filmerna Lawrence av Arabien (1962), Doktor Zjivago (1965), Funny Girl (1968) och Mayerlingdramat (1968). 

## Biografi
Omar Sharif filmdebuterade i Egypten 1954. Han blev ganska omgående en stor stjärna i den arabisktalande världen och Sharifs popularitet ökade ännu mer då han 1955 gifte sig med Faten Hamama, som var egyptisk films största och mest populära skådespelerska. I samband med giftermålet konverterade han till islam och ändrade sitt namn till Omar El-Sharif. I äktenskapet föddes en son; paret skilde sig 1974.

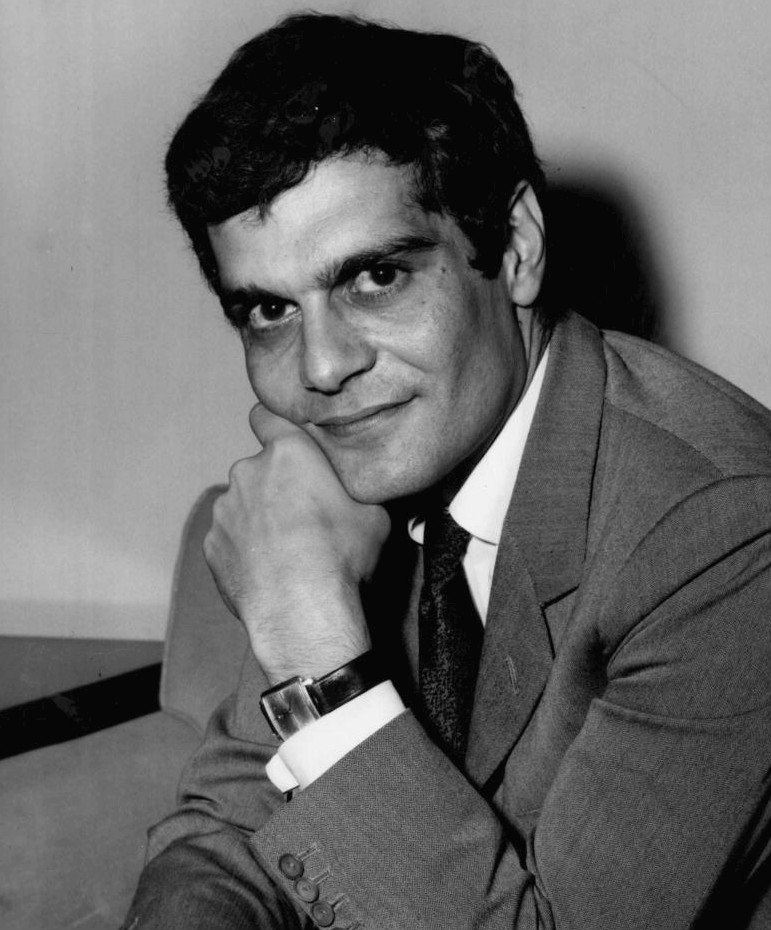
Omar Sharif 1963.

Med Lawrence av Arabien (1962) blev han internationellt känd och nominerades till en Oscar för bästa manliga biroll. 1965 kom Doktor Zjivago, som Sharif belönades med en Golden Globe Award för i kategorin Bästa manliga huvudroll - drama. Efter en längre svacka inom filmen tog karriären ny fart i början av 2000-talet. Han erhöll bland annat en César för rollen i Monsieur Ibrahim och Koranens blommor.
Privat var han en av världens främsta bridgespelare och var i många år ledare av ett lag som vann många internationella tävlingar; när det gäller att spela trivdes han allra bäst på kasinot i Monte Carlo, där han var stamgäst. Under en tid var han bridgekolumnist för Chicago Tribune och han skrev flera böcker om bridge.
Omar Sharif genomgick en hjärtoperation 1992 – fram till dess rökte han 100 cigaretter per dag men slutade tvärt efter operationen. 2015 meddelades att Sharif drabbats av Alzheimers sjukdom och han avled den 10 juli samma år.

## Filmografi i urval
- 1954 – Siraa Fil-Wadi - Ahmed
- 1956 – Svart guld - Mokrir
- 1962 – Lawrence av Arabien - Sherif Ali
- 1963 – Vedergällningen - fader Francisco
- 1964 – Romarrikets fall - Sohamus
- 1964 – Den gula Rolls-Roycen - Davich
- 1964 – Vedergällningen - Francisco
- 1965 – Djingis Khan - Djingis Khan
- 1965 – Marco Polo - äventyrens man - Emir Alaou
- 1965 – Doktor Zjivago - Yurij Zjivago
- 1966 – Djävulens blomma - doktor Rad
- 1967 – Generalernas natt - major Grau
- 1967 – Den vackra Isabelle - prins Rodrigo
- 1968 – Funny Girl - Nick Arnstein
- 1968 – Mayerlingdramat - kronprins Rudolf
- 1969 – En man, en kvinna, en misstanke - Federico Fendi
- 1969 – Mackenna's guld - Colorado
- 1969 – Che! - Che Guevara
- 1970 – Den sista dalen - Vogel
- 1971 – Horsemen - de vilda ryttarna - Uraz
- 1971 – Kuppen - Abel Zacharia
- 1972 – Den Hjärntvättade - Pierre
- 1974 – Snärjd i nätet - Feodor Sverdlov
- 1974 – Juggernaut - Alex Brunel
- 1974 – Funny Lady - Nick Arnstein
- 1976 – Ett ess i ärmen - Andre Ferren
- 1976 – Rosa Pantern slår igen - den egyptiske mördaren
- 1979 – Dödsmärkt - Ivo Palazzi
- 1979 – Ashanti! - prins Hassan
- 1980 – 006 - agentbruden - baron Cesare Magnasco
- 1980 – Bort med tassarna! - Malcolm Bart
- 1980 – Snytingen - diakonen
- 1981 – Dödens smaragder - Meno Argenti
- 1984 – Top Secret! - agent Cedric
- 1986 – Anastasia - tsar Nikolaj II
- 1986 – Peter den store - prins Fjodor
- 1986 – Harem - sultan Hasan
- 1987 – Skojare på Rivieran - Rashid Saud
- 1988 – Onda andar - professor Stepan Verchovenskij
- 1990 – I de månbelysta bergens skugga - Sharmakay
- 1991 – Mayrig - Hagop
- 1995 – Katharina den stora - Razumovsky
- 1996 – Gullivers resor - trollkarlen
- 1999 – Den 13:e krigaren - Melchisidek
- 2003 – Monsieur Ibrahim och Koranens blommor - monsieur Ibrahim
- 2004 – Hidalgo - shejk Riyadh
- 2008 – 10,000 BC - berättaren (röst)
- 2008 – The Last Templar - Constantin

## Utmärkelser
- 1963 - Golden Globe - Bästa manliga biroll för Lawrence av Arabien
- 1963 - Golden Globe - Mest lovande manliga nykomling
- 1966 - Golden Globe - Bästa manliga skådespelare i dramaspelfilm för Doktor Zjivago
- 1969 - Bambipriset
- 2003 - Capri Legend Award
- 2003 - Filmfestivalen i Venedig - Publikens pris - Bästa manliga skådespelare för Monsieur Ibrahim och Koranens blommor
- 2003 - Filmfestivalen i Venedig - karriärguldlejon
- 2004 - Césarpriset - Bästa manliga skådespelare för Monsieur Ibrahim och Koranens blommor
- 2008 - Actor's Mission Award